# علي برة
علي برة (بالأمهرية: አሊ ቢራ)‏ (و. 1950  م) هو شاعر، وملحن إثيوبي، ولد في ديرة داوا، بدأ مشواره المهني سنة 1961.

## وصلات خارجية
- علي برة على موقع ميوزك برينز (الإنجليزية)
- علي برة على موقع ديسكوغز (الإنجليزية)